# Torre Pallavicina
Torre Pallavicina – miejscowość i gmina we Włoszech, w regionie Lombardia, w prowincji Bergamo.
Według danych na styczeń 2009 gminę zamieszkiwało 1130 osób przy gęstości zaludnienia 111,9 os./1 km².